# Artikulární kostely

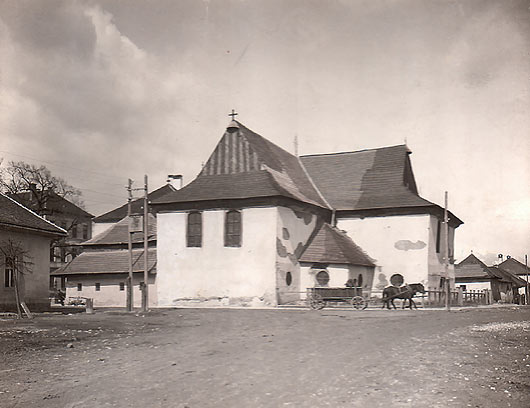
Artikulární kostel v Kežmarku na fotografii z počátku 20. století

Artikulární dřevěné kostely jsou protestantské kostely na Slovensku z konce 17. století a 18. století.
Svolení ke stavbě kostelů si na císaři Leopoldovi I. vynutili povstalci Tökölyho povstání na sněmu v Šoproni roku 1678. Svolení ke stavbě 38 protestantských kostelů bylo zakotveno ve sněmovních zákonných článcích (artikulech) č. 25 a 26, odtud pochází i jejich název.
Kostely musely být stavěny na okraji obcí nebo za hradbami měst, na jejich výstavbu nesmělo být použito ani kamenů ani železa (včetně hřebíků), což mělo snížit jejich trvanlivost. Kostely nesměly mít věž ani zvony a nesměly mít vchod z ulice. Architektura kostelů byla ovlivněna slezským vzorem.
Původní vzhled si do současnosti zachovalo pět artikulárních kostelů – ve Svätém Kríži (původně v Paludze; přesunut byl kvůli výstavbě přehradní nádrže Liptovská Mara), Istebném, Leštinách, Kežmarku (kostel Nejsvětější Trojice) a Hronseku. 

## Historické souvislosti vzniku artikulárních staveb
Bližší informace v hlavním článku: Reformace

Morální úpadek společnosti 15. a 16. století se nevyhnul ani církevním představitelům. Nepokoje v západní říši a církvi vyvrcholily avignonským papežstvím (1308–1378) a papežským schizmatem (1378–1416), válkami mezi šlechtou, rolnickými povstáními a rozšiřující se korupcí v řeholním systému. Tyto události patřily k příčinám vzniku reformačního hnutí. Reformace se původně šířila ze západu a severu, především z Německa a protože s těmito místy existovaly poměrně dobré obchodní styky, zakrátko se dostala i na Slovensko. Nové myšlenky podporované šlechtou znamenaly určité uvolnění. Církevní obřady se zjednodušovaly a všichni rozuměli bohoslužebnému jazyku. Ačkoliv se období největšího rozvoje reformace na Slovensku datuje do let 1521–1523, v Uhrách stále vládli katoličtí Habsburkové.

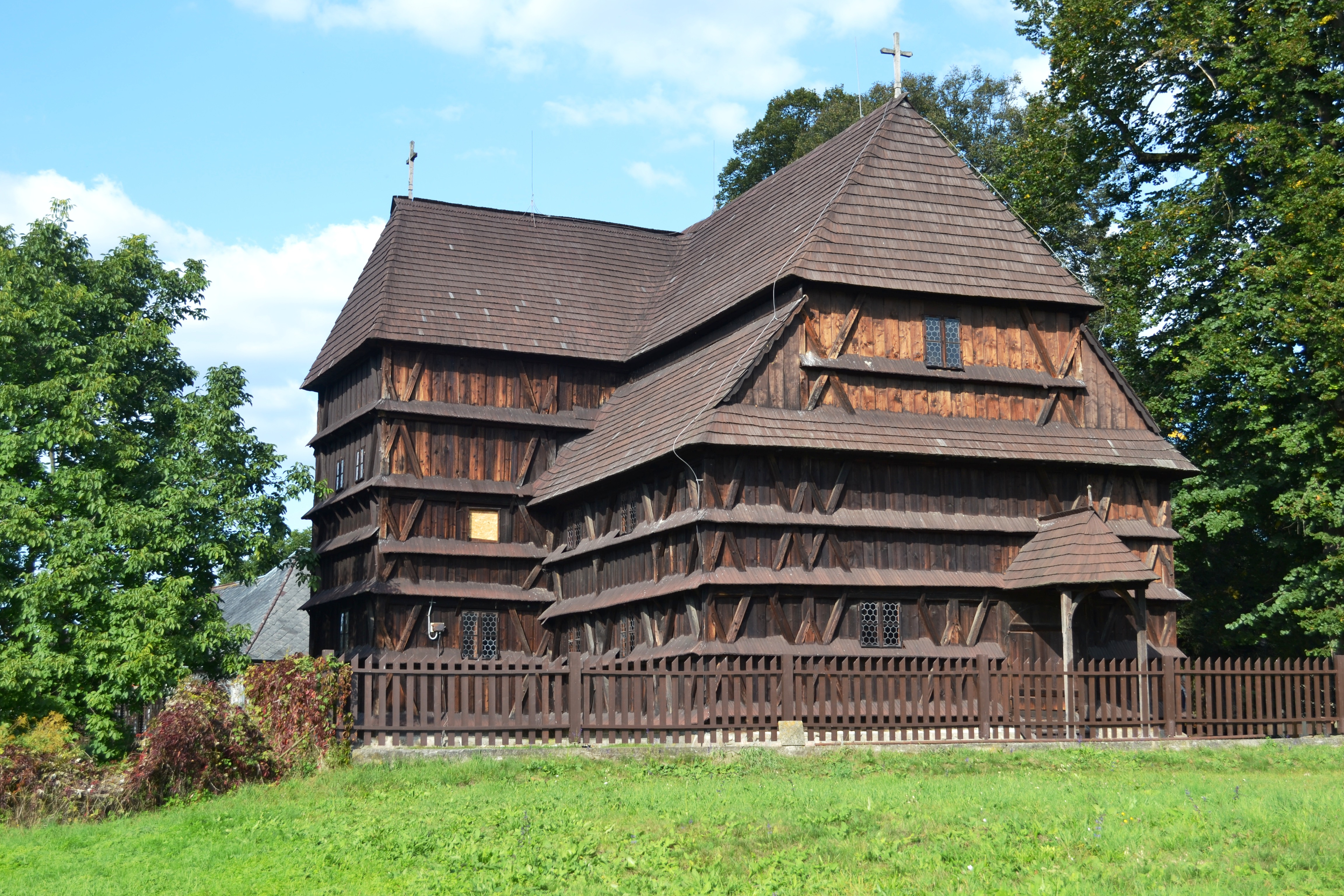
Artikulární kostel v Hronseku zapsán do Seznamu světového kulturního a přírodního dědictví UNESCO.

### Protireformace a rekatolizace
Na tridentském koncilu (1550) byla odsouzena reformace a začala protireformace a rekatolizace. Ještě v 1. polovině 17. století byly myšlenky reformace na Slovensku natolik oslovující, že se k reformaci hlásilo 90% věřících Slováků. Panovníci chtěli dosáhnout smíření mezi Římem a protestanty, ale pokusy ztroskotaly a byla obnovena přísná inkvizice. Když reformovaní žádali náboženskou svobodu, panovník Rudolf II. to kategoricky odmítl a vyhlásil, že ani v jiných zemích nemají evangelíci náboženskou svobodu, tak nevidí důvod, proč by měla být v Uhrách. 

### Tökölyho povstání
Náboženský útlak, bída a násilí vyvolaly odpor. Do čela nespokojených se postavil Imrich Tököly z Kežmarku, přezdívaný „král Horních Uher“, které obsadil. Úspěch povstání a turecká hrozba přinutily rakouského krále svolat v dubnu 1681 sněm do Šoproně. Římskokatoličtí biskupové byli neústupní a jednání o náboženské svobodě skončilo neúspěchem. 

### Artikuly
Dne 8. října 1681 vydal císař rezoluci, podle které si mohli evangelíci postavit chrám v Bratislavě. Vedlo to však k všeobecné nespokojenosti, takže  zanedlouho vyšla nová rezoluce ve které měli evangelíci povoleno v každé stolici postavit dva chrámy s určitými omezeními: 
- Zákonný článek (artikule) č.25 stanovoval pro stavbu nového protestantského chrámu následující podmínky:
  - musel stát na okraji obce, mimo městské hranice
  - musel být postaven v průběhu jednoho roku
  - musel být celý ze dřeva a postaven bez použití kovových prvků
  - kamenný základ směl mít nanejvýš jednu stopu od země
  - nesměl mít věž
  - vchod nesměl být přímo z ulice
- Zákonný článek (artikule) č. 26 stanovoval, že se protestantům měly vrátit kostely, které si postavili před obdobím perzekuce, za předpokladu, že se jim mezitím nedostalo katolického vysvěcení

Takto formulované opatření způsobilo, že namísto vrácení 888 zkonfiskovaných kostelů umožnily šoproňské artikuly pouze omezenou výstavbu 38 nových modliteben, které měly být rozmístěny v jedenácti, Turky neobsazenými, uherských stolicích. V období stavby chrámů dělali úředníci všechno pro to, aby snížili trvanlivost evangelických církevních staveb. Svévolným překrucováním šoproňských artikul zpřísňovali již tak omezující sankce. Až o 100 let později, když Josef II. vydal Toleranční patent, směli protestanti stavět zděné kostely mimo náměstí, bez věže a zvonů. 